# Lepervenchea (Angraecum)
Lepervenchea  es una sección del género Angraecum perteneciente a la familia de las orquídeas.
Contiene  unas ocho especies originarias de Madagascar. 

## Especies seleccionadas
Tiene unas ocho especies:
- Angraecum appendiculoides Schltr. (1922)